# Diócesis de Santos
La diócesis de Santos (en latín: Dioecesis Santosen(sis) y en portugués: Diocese de Santos) es una circunscripción eclesiástica latina de la Iglesia católica en Brasil, sufragánea de la arquidiócesis de San Pablo. La diócesis tiene al obispo Tarcísio Scaramussa, S.D.B. como su ordinario desde el 6 de mayo de 2015. 

## Territorio y organización

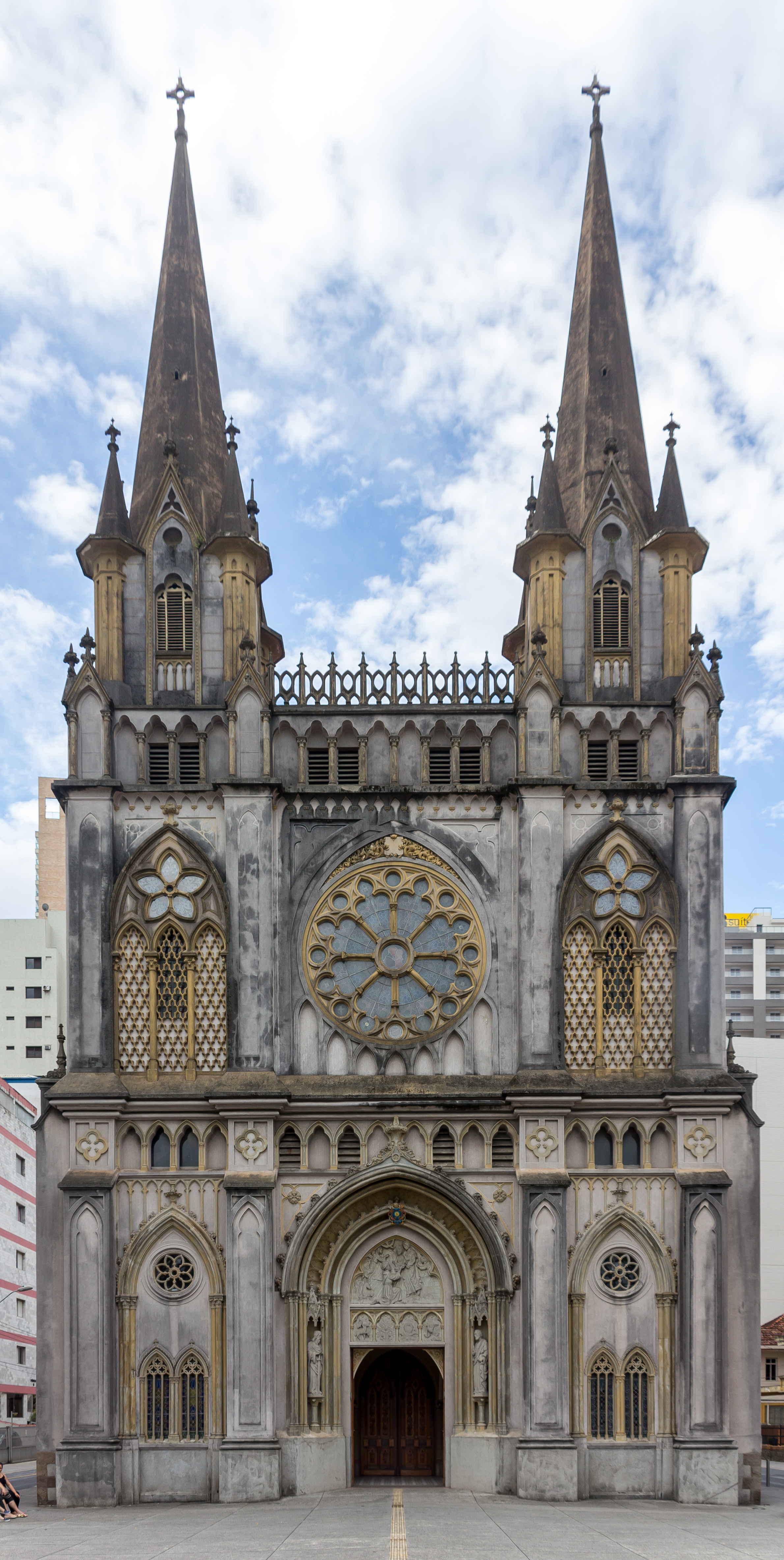
Basílica menor de San Antonio

La diócesis tiene 2369 km² y extiende su jurisdicción sobre los fieles católicos de rito latino residentes en 9 municipios del estado de São Paulo: Santos, São Vicente, Bertioga, Cubatão, Guarujá, Itanhaém, Mongaguá, Peruíbe y Praia Grande.
La sede de la diócesis se encuentra en la ciudad de Santos, en donde se halla la Catedral de Nuestra Señora del Rosario y la basílica menor de San Antonio.
En 2020 en la diócesis existían 54 parroquias agrupadas en 8 regiones pastorales: Centro 1, Centro 2, Orla, São Vicente, Cubatão, Guarujá, Litoral Centro, Litoral Sul.

## Historia
La diócesis fue erigida el 4 de julio de 1924 con la bula Ubi Praesules del papa Pío XI, obteniendo el territorio de la arquidiócesis de San Pablo y de las diócesis de Botucatu (hoy arquidiócesis de Botucatu) y de Taubaté.
Posteriormente cedió partes de su territorio para la erección de las diócesis de:
- Itapeva, el 2 de marzo de 1968 mediante la bula Quantum spei bonae del papa Pablo VI;[2]
- Registro, el 19 de enero de 1974 mediante la bula Quotiescumque novam del papa Pablo VI;[3]
- Caraguatatuba, el 3 de marzo de 1999 mediante la bula Ad aptius consulendum del papa Juan Pablo II.[4]

## Estadísticas
De acuerdo al Anuario Pontificio 2021 la diócesis tenía a fines de 2020 un total de 1 692 900 fieles bautizados.
| Año                                                                             | Población            | Población | Población      | Sacerdotes | Sacerdotes    | Sacerdotes    | Bautizados por sacerdote | Diáconos permanentes | Religiosos | Religiosos | Parroquias |
| Año                                                                             | Bautizados católicos | Total     | % de católicos | Total      | Clero secular | Clero regular | Bautizados por sacerdote | Diáconos permanentes | Varones    | Mujeres    | Parroquias |
| ------------------------------------------------------------------------------- | -------------------- | --------- | -------------- | ---------- | ------------- | ------------- | ------------------------ | -------------------- | ---------- | ---------- | ---------- |
| 1949                                                                            | 300 000              | 377 000   | 79.6           | 53         | 25            | 28            | 5660                     |                      | 37         | 227        | 26         |
| 1966                                                                            | ?                    | ?         | ?              | 95         | 57            | 38            | ?                        |                      | 54         | 316        | 35         |
| 1968                                                                            | 528 619              | 587 354   | 90.0           | 114        | 55            | 59            | 4637                     |                      | 78         | 309        | 35         |
| 1976                                                                            | 731 855              | 813 173   | 90.0           | 67         | 30            | 37            | 10 923                   |                      | 48         | 234        | 33         |
| 1980                                                                            | 769 000              | 861 000   | 89.3           | 77         | 28            | 49            | 9987                     |                      | 57         | 223        | 38         |
| 1990                                                                            | 948 000              | 1 064 000 | 89.1           | 84         | 50            | 34            | 11 285                   |                      | 40         | 229        | 42         |
| 1999                                                                            | 958 000              | 1 255 000 | 76.3           | 86         | 52            | 34            | 11 139                   | 1                    | 34         | 170        | 52         |
| 2000                                                                            | 970 000              | 1 273 000 | 76.2           | 80         | 46            | 34            | 12 125                   | 2                    | 37         | 202        | 45         |
| 2001                                                                            | 1 013 944            | 1 345 949 | 75.3           | 81         | 43            | 38            | 12 517                   | 2                    | 42         | 174        | 39         |
| 2002                                                                            | 1 022 095            | 1 476 820 | 69.2           | 90         | 52            | 38            | 11 356                   | 14                   | 42         | 260        | 41         |
| 2003                                                                            | 1 302 511            | 1 530 874 | 85.1           | 69         | 48            | 21            | 18 876                   | 14                   | 21         | 260        | 40         |
| 2004                                                                            | 1 310 551            | 1 530 874 | 85.6           | 70         | 42            | 28            | 18 722                   | 14                   | 28         | 260        | 40         |
| 2010                                                                            | 1 464 000            | 1 710 000 | 85.6           | 98         | 51            | 47            | 14 938                   | 24                   | 55         | 131        | 42         |
| 2014                                                                            | 1 536 000            | 1 794 000 | 85.6           | 90         | 47            | 43            | 17 066                   | 26                   | 52         | 115        | 48         |
| 2017                                                                            | 1 654 160            | 1 840 760 | 89.9           | 82         | 45            | 37            | 20 172                   | 35                   | 44         | 92         | 55         |
| 2020                                                                            | 1 692 900            | 1 883 800 | 89.9           | 83         | 47            | 36            | 20 396                   | 32                   | 46         | 104        | 54         |
| Fuente: Catholic-Hierarchy, que a su vez toma los datos del Anuario Pontificio. |                      |           |                |            |               |               |                          |                      |            |            |            |

## Episcopologio
- José Maria Perreira Lara † (18 de diciembre de 1924-28 de septiembre de 1934 nombrado obispo de Caratinga)
- Paulo de Tarso Campos † (1 de junio de 1935-14 de diciembre de 1941 nombrado arzobispo de Campinas)
- Idílio José Soares † (12 de junio de 1943-21 de noviembre de 1966 renunció[6])
- David Picão † (21 de noviembre de 1966 por sucesión-26 de julio de 2000 retirado)
- Jacyr Francisco Braido, C.S. (26 de julio de 2000 por sucesión-6 de mayo de 2015 retirado)
- Tarcísio Scaramussa, S.D.B., por sucesión el 6 de mayo de 2015